# دانشگاه میونگ‌جی
دانشگاه میونگ‌جی (انگلیسی: Myongji University؛‏ کره‌ای: 명지대학교) یک دانشگاه خصوصی مسیحی است که در سال ۱۹۴۸ در کره جنوبی تأسیس شد. این دانشگاه تحصیلات عالی در رشته‌های مهندسی، علوم و علوم انسانی ارائه می‌دهد. دانشگاه میونگ‌جی دو پردیس دارد: پردیس علوم اجتماعی که در سئول است و پردیس علوم طبیعی که در یونگین، ۳۵ کیلومتر (۲۲ مایل) جنوب پایتخت قرار دارد. این دانشگاه شامل ۱۰ کالج، ۴۲ دپارتمان، ۷ دانشکده و ۸ رشته تخصصی در مقطع تحصیلات تکمیلی است.
دانشگاه میونگ‌جی در نیم قرن گذشته به عنوان مرکز انسان‌گرایی عملی شناخته شده است و هم‌زمان با برقراری تبادل با ۱۵۰ دانشگاه در ۲۲ کشور، برنامه‌های متنوع و عملی جهانی‌سازی را اجرا می‌کند.

## فارغ‌التحصیلان برجسته

### ورزش
- پارک جی سونگ، بازیکن فوتبال بازنشسته، کاپیتان سابق تیم ملی کره جنوبی و هافبک منچستر یونایتد

### موسیقی
- لی ته مین (شاینی)
- کی (شاینی)[۶]
- کیم جونگ هیون (شاینی)[۷]
- کیم جونسو (تی‌وی‌ایکس‌کیو و جی‌وای‌جی)[۸]
- بک‌هیون (اکسو)
- لی مون سه
- لی سونگ مین (سوپر جونیور)
- شیم سو بونگ
- تدی پارک
- یون بو را (سیستار)
- جونگ یونهو (تی‌وی‌ایکس‌کیو)
- ساندول (بی‌وان‌ای‌فور)
- یون جی سونگ (وانا وان)

### تئاتر، فیلم و تلویزیون
- بک ایل سوب
- بونگ ته گیو
- جی جین هی
- جین یه سول
- جو دونگ هیوک
- جو هیون جه
- کیم نام گیل
- لی جونگ شیک
- پارک بو گوم[۹][۱۰]
- یون جونگ هون